# Буохс
Буохс, іноді Буокс (нім. Buochs) — місто  в Швейцарії в кантоні Нідвальден.
Поруч із мальовничими околицями, основними пам'ятками Буохса є церква Святого Мартіна, каплиця Лорето в Енерберзі, пам'ятник Йохану Мельхіору Вірш і пристань.

## Географія
Місто розташоване на відстані близько 70 км на схід від Берна, 1 км на південь від Штанса.
Штанс має площу 11,1 км², з яких на 20,9% дозволяється будівництво (житлове та будівництво доріг), 40,1% використовуються в сільськогосподарських цілях, 36,7% зайнято лісами, 2,3% не є продуктивними (річки, льодовики або гори).

## Демографія
2019 року в місті мешкало 5285 особи (+3,7% порівняно з 2010 роком), іноземців було 14,5%. Густота населення становила 745 осіб/км².
За віковим діапазоном населення розподілялося таким чином: 18,2% — особи молодші 20 років, 61,4% — особи у віці 20—64 років, 20,4% — особи у віці 65 років та старші. Було 3595 помешкань (у середньому 2,2 особи в помешканні).
Із загальної кількості 10 176 працюючих 88 було зайнятих в первинному секторі, 3471 — в обробній промисловості, 6617 — в галузі послуг.
Історичне зростання населення наведено у наступній таблиці: